# Gyrostemon reticulatus
Gyrostemon reticulatus är en tvåhjärtbladig växtart som beskrevs av Alexander Segger George. Gyrostemon reticulatus ingår i släktet Gyrostemon och familjen Gyrostemonaceae. Inga underarter finns listade i Catalogue of Life.